# Анђела Мујчић
Анђела Мујчић (Ниш, 1981) српска је уметница млађе генерације. По завршетку Факултета уметности Универзитета у Нишу ступила на ликовну сцену Србије са већ изграђеним стилом и начином ликовног изражавања. У свом стваралаштву опредељује се за фигурацију. Члан је УЛУС-а, УЛУКиМ-а и ArtEQ уметничке групе. До сада је излагала не великом броју колективних и самосталних изложби у земљи и инострансву. Учествовала је у раду 17 ликовних колонија.

## Живот
Рођена је 1981. године од оца Буде и мајке Славице. Основну школу и Средњу уметничку школу, смер - дизајн текстила, похађала је у Нишу од 1996. до 2000. године. 
Од 2000. до 2005. године студирала је на Факултету уметности у Нишу, у класи професора Ђуре Радоњића. Специјалистичке студије завршила је на Факултету ликовних уметности у Београду 2009. године, у класи професора Драгана Јовановића. Тренутно је на докторским студијама на Факултету уметности у Нишу.
Анђела Мујчић од 2011. године ради на Факултету уметности у Звечану као асистент на предмету сликања. 
Члан је УЛУС-а од 2010. године и ArtEQ уметничке групе. Живи и ствара у Нишу и Звечану.

## Уметнички рад
Анђела Мујчић се определила за фигурацију као форму свог ликовног израза. До својих слика - објеката „које као да су скинуте са старих пожутелих фотографија, и заувек заустављене ван сваког времена и простора, сетних погледа и скромног става“ - уметница долази специфичним поступком постепене трансформације традиционалног сликарског језика.
Анђела у својим делима указује на везу уметности и друштва у коме живимо или боље речено у коме смо некад живели, а које у нашим сећањима није ослобођено свих илузија. 
Анђела у свом стваралаштву полази од класицног жанра...„дечијег портрета али уместо да тај портрет смести у правоугаону, дводимензионалну раван уобичајене штафелајске слике уметница у потпуности издваја фигуру, смешта је у реални простор и тако долази до независног сликарског објекта који ступа у интеракцију са околним тродимензионалним простором.“
| „ | „Анђела у свом раду користи приватне, аматерске фотографије као основу и на тај начин остварује неку врсту скоро личне, интимне исповести. Ликови њених цртежа су неодређеног социјалног статуса, који ванпросторно и временски измештени формирају атмосферу неодређене носталгије, топлине и сећања. Анђелине слике као да представљају носталгични документ некакве приватне, скоро невидљиве историје“ (Др Никола Дедић). | ” |

Атмосфера на Анђелиним цртежима, најчешће рађеним графитном оловком на папиру, зрачи носталгијом за прошлошћу, двадесетих и тридесетих година 20. века. Теме које су „покупљене“ у свакодневним животним ситуацијама, дворишту, парку, на кућном прагу, за столом, негде на тлу Америке или Канаде, уметница једноставним потезима оловке, додајући повремено акварел и патину прошлих времена, трансформише у мала ремек дела, свакодневице наших предака, стварајући у нама снажан визуелни доживљај носталгије.

## Самосталне изложбе
- 2015. Галерија „Мостови Балкана“, Крагујевац
- 2013. ГСЛУ Ниш, Салон 77 у Нишкој тврђави, Ниш
- 2012. Продајна галерија, Београд
- 2012. Ликовни салон КЦНС, Нови Сад
- 2012. Културни центар Инђија, Галерија куће Војиновић
- 2012. Културни центар, Градска галерија Пожега
- 2012. Галерија Прима центар Берлин
- 2012. Галерија савремене уметности Смедерево
- 2012. Галерија народног универзитета Врање
- 2010. Галерија Блок, Београд
- 2010. Савремена галерија Зрењанин
- 2009. Галерија нишког културног центра-НКЦ

## Учешће на изложбама и ликовним колонијама
- Групно је излагала на преко 70 изложби у земљи и иностранству.
- Учествовала је у раду 17 ликовних колонија.

## Награде и признања
- 2010. Друга награда на креативном мултимедијалном конкурсу „Voyage Bleu“ СКЦ Београд